# Ceratogymna
Ceratogymna är ett fågelsläkte i familjen näshornsfåglar inom ordningen härfåglar och näshornsfåglar: Släktet omfattar här endast två arter som förekommer i Västafrika och Centralafrika:
- Svartkaskad näshornsfågel (C. atrata)
- Gulkaskad näshornsfågel (C. elata)